# Hydrobiologie
Hydrobiologie is het vakgebied binnen de biologie dat zich bezighoudt met de biologie en ecologie van organismen in het water. Een beoefenaar van de hydrobiologie is een hydrobioloog. De hydrobiologie wordt doorgaans in twee vakgebieden opgedeeld:
- Mariene biologie (zout water)
- Limnologie (zoet water)

Het vakgebied vormt een onderdeel van zowel de ecologie, taxonomie, industriële biologie, geomorfologie en fysiologie. Onderzoeksonderwerpen zijn onder andere eutrofiëring, planktonecologie, de cyclus van nutriënten (zoals fosfor en stikstof) in het water en verzuring van bergmeren (effecten van zure regen) en van oceanen. Er worden ook langdurende experimenten en studies opgezet, onder meer om de wijzigingen in ionaire samenstelling in kaart te brengen van het water in rivieren en meren.
In België en Nederland voeren diverse instanties hydrobiologisch onderzoek uit voor de beoordeling van oppervlaktewater.